# راموس ميخيا (مدينة)
راموس ميخيا (بالإسبانية: Ramos Mejía)‏ هي منطقة سكنية تقع في الأرجنتين في La Matanza Partido.[بحاجة لمصدر] يقدر عدد سكانها بـ 98,547 نسمة ومساحتها 11.9 كم2 وترتفع عن سطح البحر 26 متر.

## أعلام
- كارلوس إنريكي ماير
- داميان زافرون
- ايريكا ريفاس
- ماورو كونتورو
- بابلو رودريغيز